# シーケンシャル・サーキット

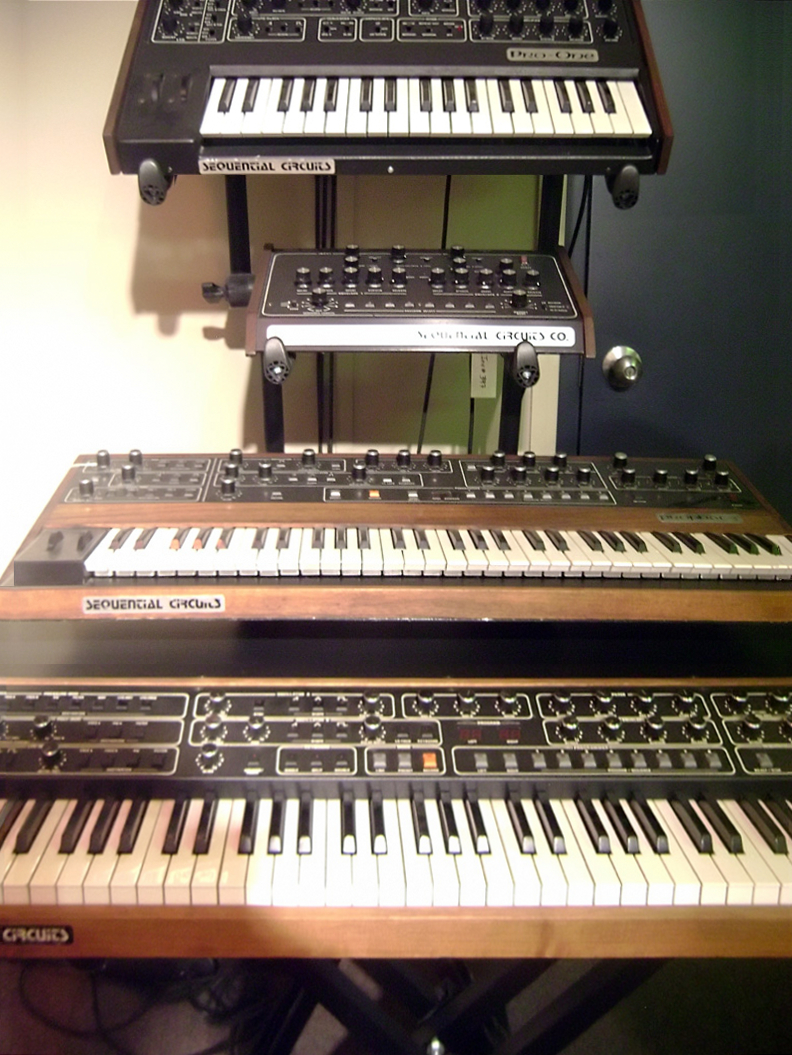
シーケンシャル・サーキットの製品 （上段よりプロワン、モデル700、プロフェット5、プロフェットT8）

シーケンシャル・サーキット(Sequential Circuits inc. SCI)はアメリカ合衆国・カリフォルニア州にあったシンセサイザーを主力製品としていた楽器メーカー。1970年代中盤にデイヴ・スミスらによって設立され、1987年にヤマハによって買収された。
社名は創業時シーケンサーの販売を行っていたことが由来。日本ではモリダイラ楽器が代理店だった。

## 概要
1970年代中盤に他社製シンセサイザーをコントロールするシーケンサーの製造販売などを行う会社として設立され、1978年冬に開催されたNAMMにおいてポリフォニック・シンセサイザーであるプロフェット5を発表。それ以前に発売されていたシンセサイザーは音色を本体メモリに記憶させることができず発音数も単音のものが多かったが、同機は音色を本体にメモリ可能とし、また同時5音発声可能という当時としては画期的な性能を持っていた。またポリ・モジュレーションという独自の機能により特徴ある音色を作り出すことができたことから多くのミュージシャンに使用され、同社を代表するヒット製品となった。
1980年代に入るとローランド、ヤマハなどとともにMIDI規格を創案、1983年のNAMMにおいて世界初のMIDIドラフト規格対応シンセサイザー、プロフェット600を発表。さらにベロシティ（打鍵速度で音の強さが変わる機能）・アフタータッチ対応のプロフェットT8や、マルチ・ティンバー（複数のパートを同時に演奏できる機能）対応のシックス・トラック(Six-Trak)などを発売した後、1986年には世界初の2次元ベクトル・シンセシス方式シンセサイザー、プロフェットVSを発売した。だがこの頃から資金繰りが悪化して1987年にヤマハに買収され、「プロフェット」の商標は2007年までヤマハが保有していた。
パーツはワイン・カントリー・プロダクション(Wine Country Productions, Inc.)が買い受け、修理や改造を請け負っている。

## スタッフのその後
ベクトル・シンセシスの技術はその後ヤマハでもシンセサイザー「SY22」トーン・ジェネレーター「TG33」として製品化され、またスタッフの一部はコルグUSAの開発部門に移籍し、同じ音源方式を持つWAVESTATIONの設計に携わった。同機の開発には（デイヴ・スミス）もアドバイザーとして参加している。
技術マニュアル全般担当のStanley Jungleibは、MIDI規格配布元 IMA（後のMMA）創立会員としてインテル・アーキテクチャ研究所でセミナーを行い、それが縁でインテルのためにGeneral MIDI規格のソフトウェア・シンセサイザーを開発する会社 Seer Systemsを設立した。同社の成果は1994年、
COMDEXのインテル会長講演で披露されたが、インテルはその後マイクロソフトとの競合を嫌って同分野から撤退している。有力なクライアントを失ったSeer Systems社は、1995年、デイヴ・スミスを社長に迎え、1996年、サウンドブラスター AWE64付属の物理モデル音源「Creative WaveSynth」の供給で商業的成功を収め、1997年には本格的ソフトウェア・シンセサイザー「Reality」を発売した。
デイヴ・スミスは21世紀に入るとデイヴ・スミス・インスツルメンツ（Dave Smith Instruments 、DSI）を創業、プロフェットVSで使われていたデジタル波形を搭載したデジタルアナログハイブリッドシンセサイザーのエボルバー（Evolver）を発売した後、2007年にはプロフェットの名を復活させたProphet '08、2013年にはデジタルオシレータを採用したハイブリッドシンセサイザーのProphet-12、2014年にはProphet-12のモノフォニック版であるPRO2を発表している。2015年にはSequentialの商標をヤマハから譲り受け、Sequentialのロゴを搭載した純アナログシンセサイザーのProphet-6を発表、2016年にはトム・オーバーハイムとの協業によりOB-6を発表、2017年にはProphet '08の改良後継機であるProphet REV2を発表、2018年には8DIOとの協業による大容量PCMオシレータを統合したSequential Prophet Xを発表するなど、毎年精力的に新製品を発表し続けている。
2018年8月31日、Prophet-5発売40周年を記念して、社名をDave Smith IntrumentsからSEQUENTIALに変更した。

## 製品一覧
| プロフェット5 |

| プロワン |

- モデル600（Model-600 ） - シンセサイザーをコントロールするシーケンサー。
- モデル700（Model-700 ） - シーケンサー。
- モデル800（Model-800 ） - シーケンサー。
- プロフェット5（Prophet-5 、1978年発売） - 5音同時発音・プログラム可能なシンセサイザー。CPUを搭載したことにより音色のメモリ記録を可能にした。
- フーガ（Fugue 、1979年発売） - 2セクションのコンボ・シンセサイザー。設計はSCI、製造はSielが行なったSiel CruiseのOEM版。
- プロフェット10（Prophet-10 、1980年発売） - 10音同時発音可能。2段鍵盤であり機構的にはプロフェット5が2台分組み込まれている。渋谷区の楽器店「FIVE G」では鍵盤部分をカットし、コルグのPS風にモジュラー化したモデルが売られていた。
- プロワン（Pro-One 、1981年発売） - プロフェット5をモノフォニックシンセサイザー化したものだが、音色は保存できない。渋谷区の楽器店「FIVE G」では改造を施し、MIDIに対応したモデルや鍵盤部分をカットし、モジュラー化したモデルが売られていた。
- プロFX（Pro-FX 、1982年発売） - 世界初のプログラマブル・モジュラー・エフェクター。
- プレリュード（Prelude ） - 4セクションのアンサンブル・キーボード。Siel Orchestra2のOEM版。
- プロフェット600（Prophet-600 、1983年発売） - 。6音同時発音可能。世界初[4]のMIDIドラフト規格対応シンセサイザー。400音ポリフォニック・シーケンサー、アルペジエーター装備。
- プロフェットT8（Prophet-T8 、1983年発売） - 8音同時発音可能。670音記憶可能なポリフォニック・シーケンサー内蔵。キーベロシティ・アフタータッチ対応でハンマーアクション76鍵の木製鍵盤を持つ。

| シックストラック |

| ドラムトラックス |

| プロフェット2002 |

- シックス・トラック（Six-Trak 、1984年発売） - 6音/6音色同時発音可能。マルチ・ティンバー対応。800音6トラックシーケンサー内蔵。
- マックス（Max 、1984年発売） - シックストラックの簡易版。音色編集は外部音色エディタで行う。
- ドラムトラックス（Drumtraks 、1984年発売） - サンプリング音色によるドラムマシン。別売りのROMチップを交換することで音色の変更も可能であった。MIDI対応しているが、PHONE端子でクロックを入れる必要がある。
- プロフェット2000（Prophet2000 、1985年発売）同社初のサンプラー。
- プロフェット2002（Prophet2002 、1985年発売） - プロフェット2000のラック版。
- マルチトラックス（Multitraks 、1985年発売） - Six-Trakの演奏性を向上したバージョン。
- プロ8（Pro-8 ）/スプリット8（Split8 、1985年発売） - 8音/8音色同時発音可能。MIDI標準装備。レイヤー/スプリット/マルチ・ティンバー対応。日本で生産された。
- トム（Tom  、1985年発売） - ドラムマシン。別売りのROMカセットで音色の変更が可能。音色のリバース機能もある。MIDI対応しているが、PHONE端子でクロックを入れる必要がある。

- プロフェットVS（Prophet VS 、1986年発売） - 世界初の2次元ベクトル・シンセシス方式シンセサイザー。
- スタジオ440（Studio440 、1986年発売） - オールインワン型のサンプリング・ドラムマシン。
- プロフェット3000（Prophet3000 ） - 同社最終製品となった16bitステレオサンプラー。

### デイヴ・スミス・インスツルメンツの製品
- エボルバー（Evolver） - モノフォニック。２基のシングルサイクルデジタルウェーブオシレータと２基の伝統的アナログオシレータを装備し、アナログフィルターで音色変化を作り出すデジタルアナログハイブリッドシンセサイザー。キーボード版の他、デスクトップ版も存在する。
- ポリエボルバー (Poly Evolver) - Evolverの４ボイスポリフォニック版。５オクターブ鍵盤。キーボード版の他、ラックマウント版も存在する。
- プロフェット'08 (Prophet '08 2008年発売）- オシレータに２基のDCOを採用し、カーティス製VCFを搭載する８ボイスアナログシンセサイザー。Prophetの商標を取り返したことにより、久々にProphetシンセサイザーが発売されることになった。これを記念し、自照式透明ホイールを持つLimited Editionが少数発売された。当初はロータリーエンコーダを操作子としていたが、誤動作が多発したためリコールとなり、可変抵抗器を用いたProphet '08 PE (Pot Edition)に置き換わった。
- モフォ - モノフォニックのデスクトップキーボードレスシンセサイザーで、プロフェット'08をモノフォニックにしたもの。
- テトラ４ (Tetra4) - モフォを４ボイスに拡張したもの
- モフォキーボード (Mopho Keyboard) - モフォに３オクターブの鍵盤と音作り用のツマミをつけたもの
- モフォ X4 (Mopho X4) - テトラ４に３オクターブ半の鍵盤と音作り用のツマミをつけたもの
- モフォSE (Mopho SE) - モフォX4の筐体を使い、モノフォニックのモフォを収めたもの。本機の発売によりモフォキーボードは販売終了となった。
- テンペスト (Tempest) - ロジャー・リン氏と協業したアナログ・デジタルハイブリッドリズムマシン。音源アーキテクチャはEvolverで、PCM波形とアナログオシレータの両方を扱うことができる。６ボイス。
- プロフェット12 (Prophet-12, 2013年発売) - DSPを使ったデジタルオシレータをカーティス製アナログVCFで処理する12ボイスのデジタルアナログハイブリッドシンセサイザー。２ボイスあたり１基のDSPを搭載している。１ボイスあたり４オシレータで、伝統的アナログ波形の他、シングルサイクルのデジタル波形を選べ、波形間をモーフィングできる。またDX7と同様のリニアFM音源機能（位相変調）がある。Dave Smith Instrumentsが開発したシンセサイザーでは最も複雑で最も高価である。キーボード版の他、デスクトップ版が存在する。2018年12月に製造が完了し、最後に数量限定品としてホワイト筐体モデルを発売した。Dave Smith Intruments世代の製品であるため黒筐体モデルにはSEQUENTIALのロゴはないが、ホワイト筐体ではバックパネルにSEQUENTIALロゴが記載され、ピッチベンダー下の木目部分にSEQUENTIALステッカーを貼り付けてある。
- プロ２ (PRO-2, 2014年発売) - プロフェット12のモノフォニック版。プロフェット12は２ボイスで１つのDSPを使っていたが、本機は１ボイスで１つのDSPを使うため処理に余裕があり、複数の波形を重ねたスーパーウェーブ機能がある。フィルターはカーティス製ローパスフィルタに加え、オーバーハイム流のステートバリアブルフィルタも備え、２つのフィルタを通る信号の配分比は連続可変できる。モジュレーションソースとして使えるステップシーケンサーを持つ。4オシレータを4音パラフォニックとして使用することもできる。
- シーケンシャル　プロフェット6 (Sequential Prophet-6, 2015年発売) - シーケンシャルのロゴが復活したVCO採用の６ボイスアナログシンセサイザー。プロフェット５のオマージュモデルとして開発された。DIMMメモリースロットを用いたモジュール構造となっており、単独ボイスの故障をユーザーサイドで容易に交換できるようになっている。このモデルより鍵盤がイタリアFATAR製になっている。
- OB-6 (OB-6, 2016年発売) - トム・オーバーハイム氏と協業し、プロフェット６の筐体とモジュール構造、制御系アーキテクチャを流用したOB-Xaのオマージュモデル。VCO採用の６ボイスアナログシンセサイザー。VCOはプロフェット６と同じものであるが、カーティスフィルターの代わりに、ステートバリアブルフィルターが搭載されている。
- プロフェットREV2 (Prophet REV2, 2017年発売) - 比較的廉価なためロングセラーとなっていたProphet '08の改良モデルで、DCO採用のアナログシンセサイザー。８ボイスと16ボイスの２モデル展開で、8ボイスモデルはあとから16ボイスにグレードアップできる。基本構成はProphet '08のままであり、'08の音色データを取り込むこともできる。１系統のエフェクターとUSBを搭載した以外に旧モデルとの大きな違いはない。
- シーケンシャル　プロフェット X (Sequential Prophet X, 2018年発売）- Native Instruments KONTAKT用サンプルライブラリを開発している8DIO社と協業。150GBファクトリー/50GBユーザーサンプルの大容量PCMプレイバックオシレータを搭載したデジタルアナログハイブリッドシンセサイザーで、スーパーウェーブとハードシンクに対応した２系統のバーチャルアナログオシレータも持つ。アナログVCF(LPFのみ)は２系統搭載し、ステレオサンプルに対応した8ボイスステレオ出力が標準で、16ボイスモノラルにもできる。ピアノ音色等の演奏のために、PCMオシレータを１基だけ使った32ボイスパラフォニックモードも装備されている。標準の61鍵モデルの他、セミピアノ76鍵盤のProphet XLも発売されている。

### 新生シーケンシャルの製品
- シーケンシャル　PRO-3 (Sequential PRO-3, 2020年発売）- PRO-2の実質後継モデル。PRO-2がDSPオシレータ＋アナログフィルターのハイブリッド構成だったのに対し、PRO-3はオシレータがアナログ2VCO＋デジタルオシレータ１基になっている。フィルターはカーティスフィルター、ステートバリアブルフィルターに加え、モーグタイプのラダーフィルターも装備している。PRO-2とは異なり、それぞれのフィルターを同時に使用することはできず、どれか１種を選んで使用する。3音パラフォニックとして使用することもできるが、１基がデジタルオシレータになってしまうため、この構成には批判もある。ツマミがMophoと同じものであったり、鍵盤が３オクターブとPRO-2より少なかったりするなど、メーカーもPRO-2の直接後継モデルではなく、異なる個性の楽器であるとしている。木製キャビネットを持たない標準モデルの他、ウッドをふんだんに使い、操作パネルをミニモーグのように起こせるPRO-3 SE (Special Edition)も用意される。